# Kekkon Surutte, Hontō Desu ka
Kekkon Surutte, Hontō Desu ka (jap. 結婚するって、本当ですか) ist eine Mangaserie von Tamiki Wakaki, die in Japan von 2020 bis 2023 erschien. Sie wurde als Fernsehserie und Animeserie adaptiert, die international als 365 Days to the Wedding bekannt wurde. Die romantische Geschichte erzählt von einer vorgetäuschten Verlobung zwischen zwei Angestellten eines Reisebüros.

## Inhalt
Das Reisebüro JTC plant, ein Büro in Irkutsk (Anchorage in den Verfilmungen) zu eröffnen. Dorthin soll ein Mitarbeiter aus dem Büro in Sumida entsandt werden und innerhalb eines Jahres soll die Entscheidung fallen. Um keine Familien auseinanderzureißen, sind Verheiratete aber davon ausgenommen. Da sie beide nicht versetzt werden wollen, wollen die beiden jungen Angestellten Takuya Ōhara und Rika Honjōji ihre Verlobung vortäuschen. Sie sind beide Einzelgänger mit wenigen sozialen Kontakten, denen es schwerfällt, auf andere zuzugehen. Frau Honjōji fürchtet daher die Versetzung, die Kälte dort und will lieber in Japan noch reisen können. Herr Ōhara hat zudem noch eine scheue Katze zuhause, um die er sich kümmern muss. Die Verlobung wird jedoch sehr schnell vielen bekannt, sodass sie immer wieder in unangenehme Situationen kommen und es schwerfällt, die Fassade aufrechtzuerhalten.
So erfährt Ōharas Familie auf Kyūshū von der Verlobung und kommt extra nach Tokio. Schließlich reisen beide zu Ōharas Heimatdorf, um dort die Geschichte aus der Welt zu schaffen und sich zu entschuldigen. Dann gibt es immer wieder Anrufe eines Mannes, der den beiden auf die Schliche gekommen zu sein scheint, und der sich noch mehr unter Druck setzt. Auch die Fragen der Kollegen, so will Hiromi Gonda Tipps vom scheinbar erfahrenen Ōhara, und Vorkommnisse in Beziehungen um sie herum bringen das vorgetäuschte Paar in Bedrängnis. Und dabei lernen sich beide immer besser kennen, Honjōji sogar Ōharas Familie, und machen sich Gedanken, ob sie nicht sogar mehr füreinander empfinden und eine Heirat nicht doch eine gute Sache wäre. Schließlich gesteht Ōhara seiner Kollegin eines Abends seine Liebe und nachdem die Tage gebraucht hat, um das zu verarbeiten, gehen beide aus. Sie kommen auch privat und mit ihren Hobbys erstaunlich gut zurecht, sind von ihren Gefühlen aber überfordert. Als die Firma von ihnen verlangt, gemeinsam einen Blog über ihr Leben als Paar und Angestellte zu führen, müssen sie auch noch zusammenziehen. Das gelingt zwar mit viel Stress, führt aber schließlich zum Zusammenbruch der beiden. Als auch noch ein liebgewonnener Kollege an ihrer Stelle versetzt werden soll, gestehen sie ihrer Vorgesetzten ihre Scharade. Die hat sich aber schon entschieden, selbst zu gehen, um wieder Abwechslung in ihr Leben zu bringen. Danach sind Ōhara und Honjōji erleichtert und es gelingt ihnen, endlich zu ihren Gefühlen zu stehen und sich nun wirklich zu verloben.

## Veröffentlichungen
Der Manga erschien in Japan zunächst in einzelnen Kapiteln im Magazin Big Comic Spirits bei Shogakukan. Der Verlag brachte die Serie danach in elf Sammelbänden heraus. Bei Seven Seas Entertainment erschienen diese auch in englischer Übersetzung.
2022 wurde bei Amazon Prime Video eine zehnteilige Adaption des Mangas als Dorama veröffentlicht. Die Serie entstand nach Drehbüchern von Keiko Kaname und Akahiko Takaishi und unter der Regie von Ryō Miyawaki und Hitomi Kitagawa und startete am 7. Oktober 2022.
Bei Studio Ashi Productions entstand unter der Regie von Hiroshi Ikehata eine Umsetzung als Anime für das japanische Fernsehen. Hauptautor war Kazuho Hyodo, das Charakterdesign entwarf Shuji Maruyama und für die künstlerische Leitung war Quan Bin Zhong verantwortlich. Tonregie führte Ryōsuke Naya und die Kameraführung lag bei Iori Yokoi. Der Anime wurde erstmals im Juli 2023 angekündigt. Die zwölf Folgen wurden vom 3. Oktober bis 19. Dezember 2024 von den Sendern Tokyo MX und BS11 in Japan gezeigt. Parallel dazu fand die internationale Veröffentlichung per Streaming auf der Plattform Crunchyroll statt, zunächst mit Untertiteln in diversen Sprachen. Später folgte die Veröffentlichung von synchronisierten Fassungen, darunter ab 24. Oktober 2024 eine deutsche Fassung.

### Synchronisation
| Rolle          | japanische Stimme (Seiyū) |
| -------------- | ------------------------- |
| Takuya Ōhara   | Kentarō Kumagai           |
| Rika Honjōji   | Saori Hayami              |
| Hiromi Gonda   | Fukushi Ochiai            |
| Asako Kurokawa | Ami Koshimizu             |
| Nao Umiyama    | Fairouz Ai                |
| Keisuke Itsuki | Haruki Ishiya             |
| George-san     | Jōji Nakata               |
| Natsumi Komiya | Kana Asumi                |
| Shō Shinshi    | Kentarō Tone              |
| Claudia        | Nao Tōyama                |
| Kōichi Ōhara   | Tesshō Genda              |

### Musik
Die Musik der Serie wurde komponiert von Shun Narita und Yūsuke Seo. Das Vorspannlied ist Kirakira (キラキラ) von HoneyWorks feat. HaKoniwalily und der Abspann ist mit Tsumari wa (つまりは) von Gohobi. In der ersten Folge wird zudem das Lied Koi no Mercator (恋のメルカトル) von Saori Hayami in ihrer Rolle als Rika Honjōji gesungen.